# Xã Lake, Quận Huron, Michigan
Xã Lake (tiếng Anh: Lake Township) là một xã thuộc quận Huron, tiểu bang Michigan, Hoa Kỳ. Năm 2010, dân số của xã này là 855 người.